# Кассоне

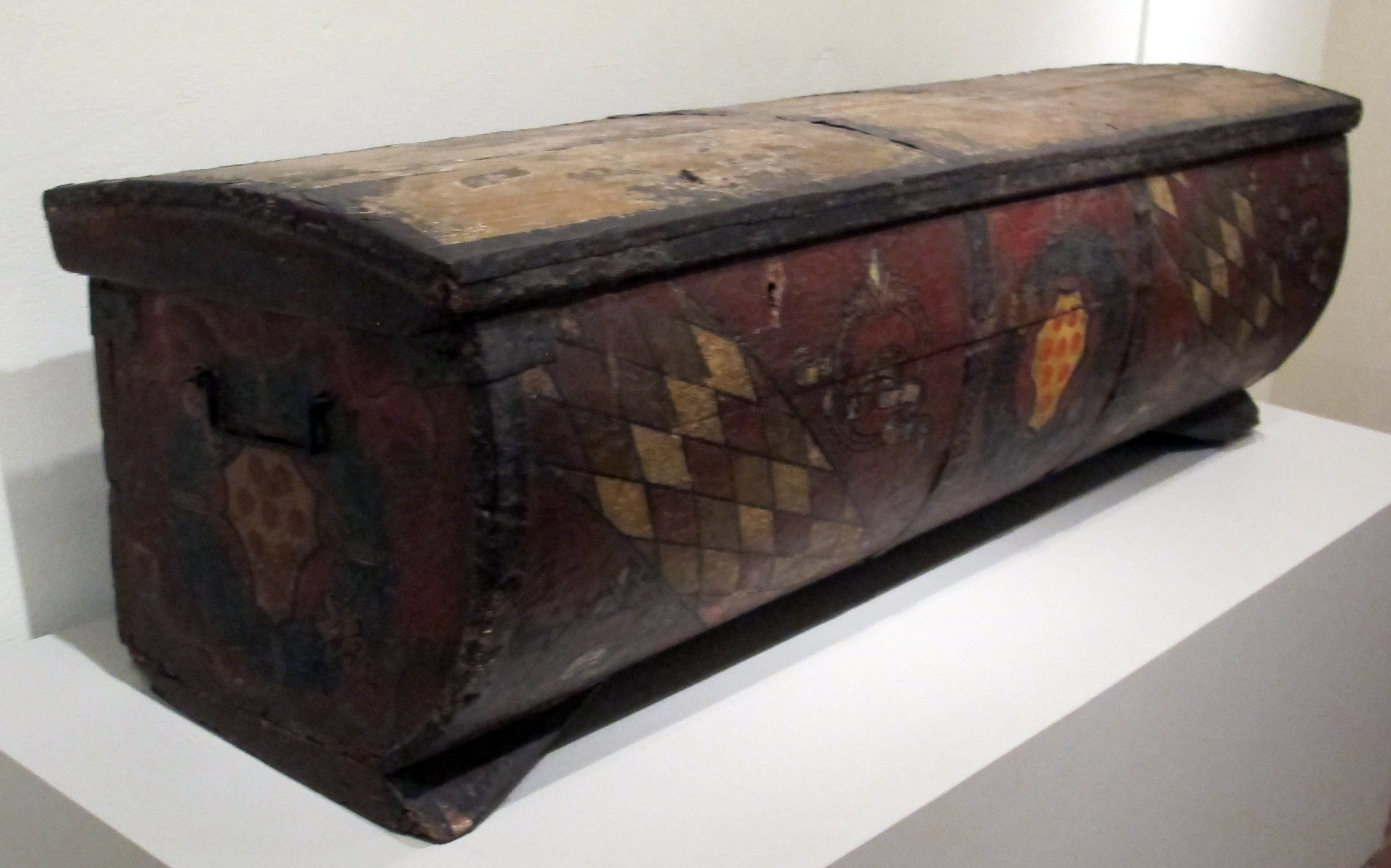
Ранний кассоне периода кватроченто. Художественный музей, Филадельфия, США

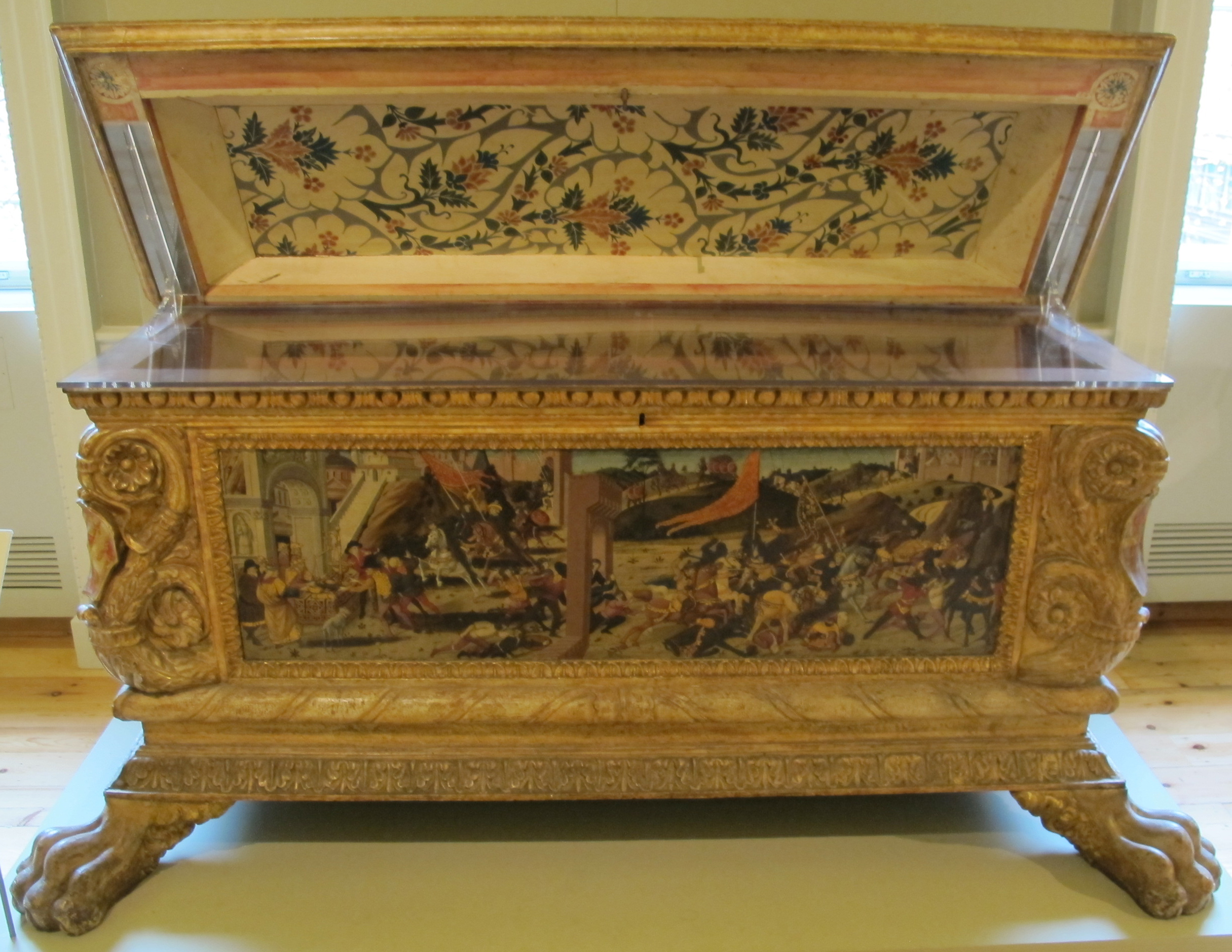
Кассоне работы Якопо дель Селлайо, Доменико ди Дзаноби и Бьяджо д'Антонио Туччи. 1472. Институт искусства Курто, Лондон

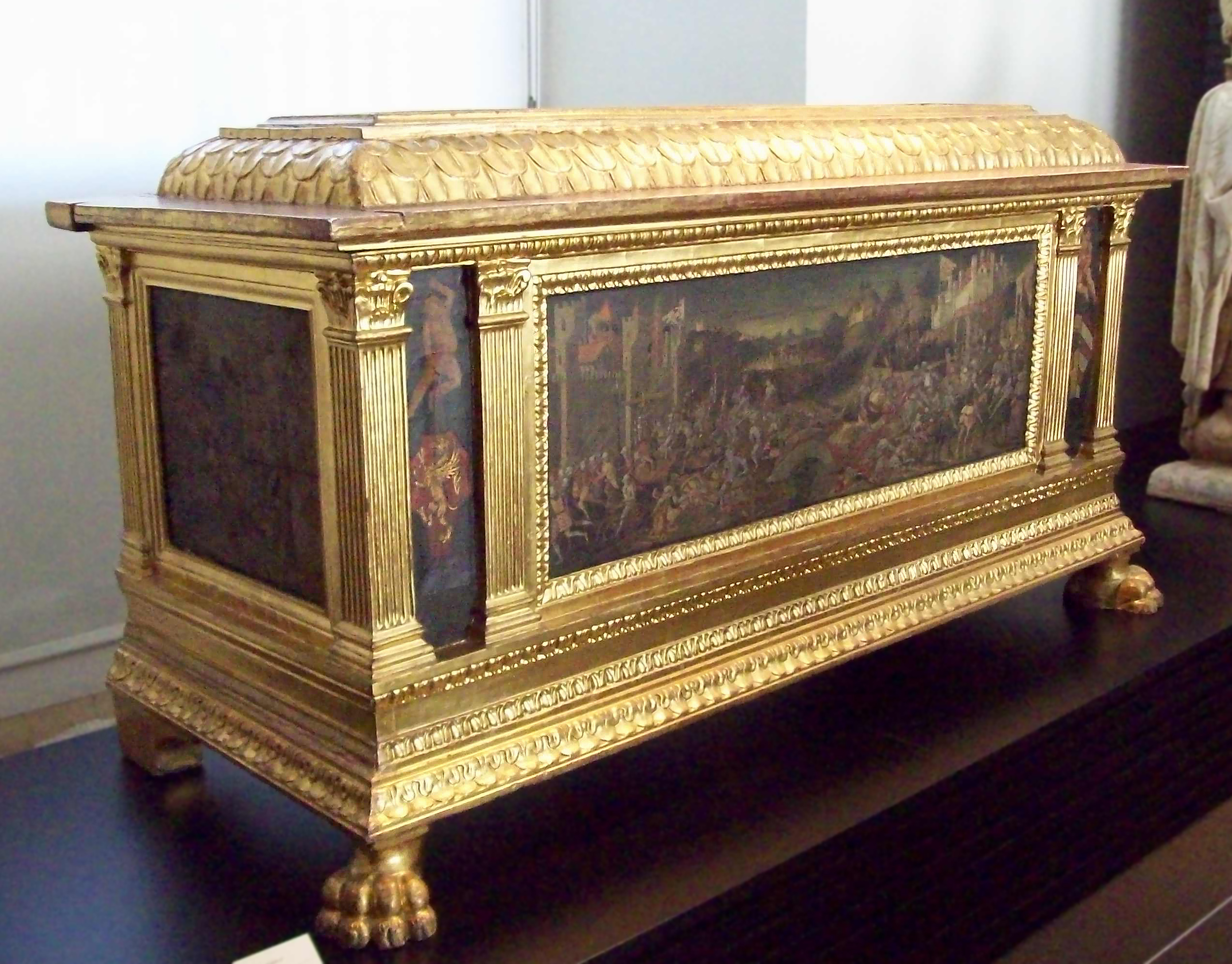
Кассоне с изображением битвы при Ангиари (1440). Середина XV в. Национальный археологический музей, Мадрид

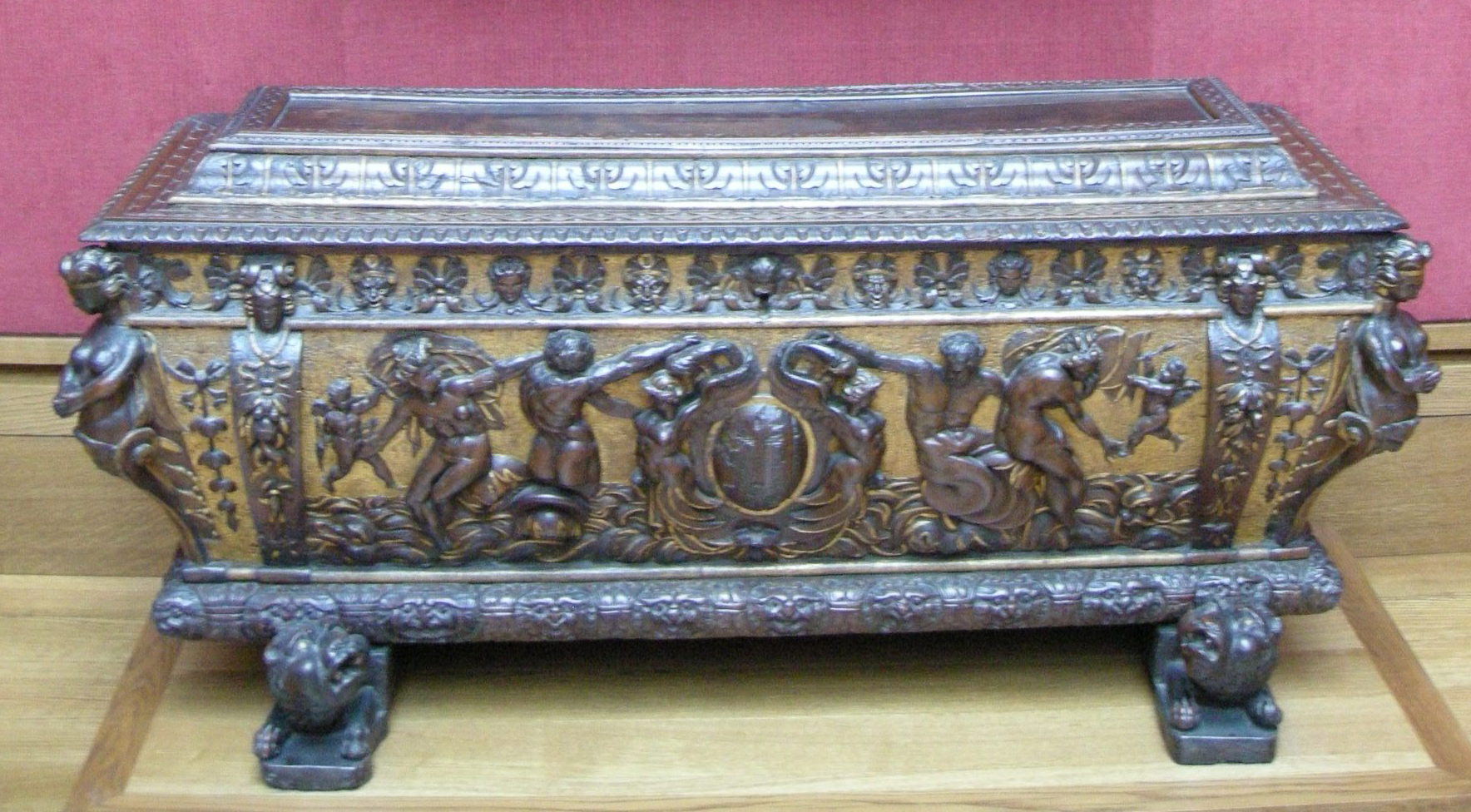
Кассоне. 1550—1600. Дерево, резьба, роспись. Центр Гетти, Лос-Анджелес, Калифорния, США

Кассо́не (итал. cassone — большой ящик, ларь; от итал. cassa — ящик; суффикс one означает преувеличение) — сундук, большой ларь, распространённый в Италии в эпоху Возрождения и предназначенный для хранения носильных вещей, тканей, белья, всего того, что женщины обычно приносили в приданое к свадьбе (свадебный сундук). Кассоне в зажиточных домах расставляли вдоль стен как дорогую «недвижимость» либо хранили за занавесками как особо ценную мебель. В обыденном обиходе на таких сундуках сидели и даже спали, пока не получили достаточного распространения другие типы мебели.
Особенно дорогие кассоне украшали резьбой и росписью с золочением, обивали бархатом или камчатой тканью. Самые ранние образцы с расписным декором датируются второй половиной XIV века и происходят из Тосканы (имеются документальные свидетельства о кассоне с росписью, созданных и ранее). Позднее, в начале XV века появилась мода украшать кассоне живописными панно на религиозные, мифологические сцены или сцены из древней и современной истории.
В искусствоведческой терминологии «кассоне» называют одновременно и украшенный сундук и мастера, специализирующегося на изготовлении кассоне. Сундук был плодом совместной работы плотника, резчика, живописца, мастера гипсового грунта и лепного рельефа из стукко, и позолотчика. Судя по трактату Ченнино Ченнини, технология росписи кассоне и ларцов из дерева мало отличалась от живописи на деревянной основе.
В XVI веке кассоне превратились в дорогой предмет искусства. Они приобретали архитектоническую форму — имели ножки, карнизы, миниатюрные колонки или пилястры. Росписи выполняли известные художники.

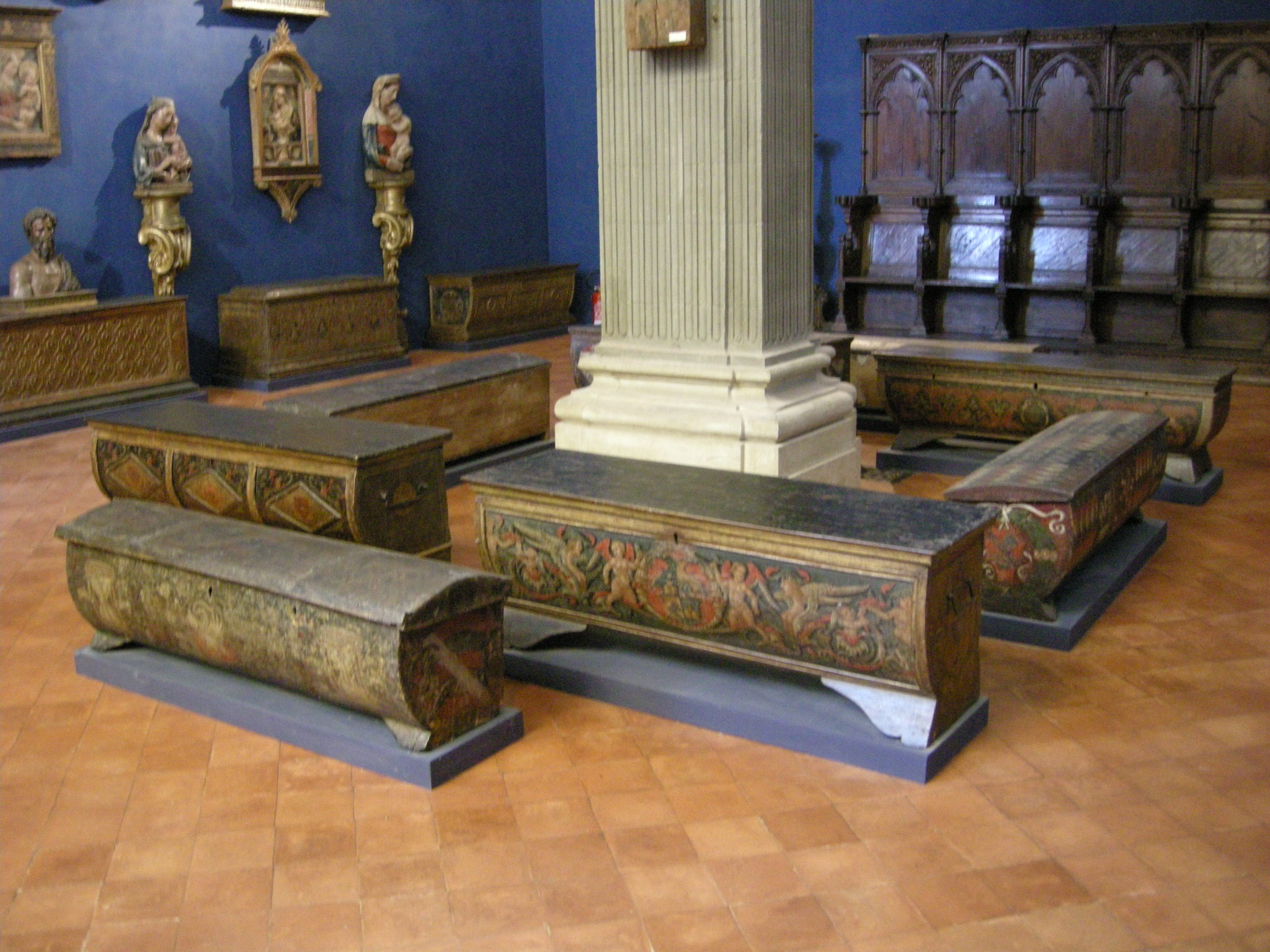
Один из залов Музея Бардини, Флоренция

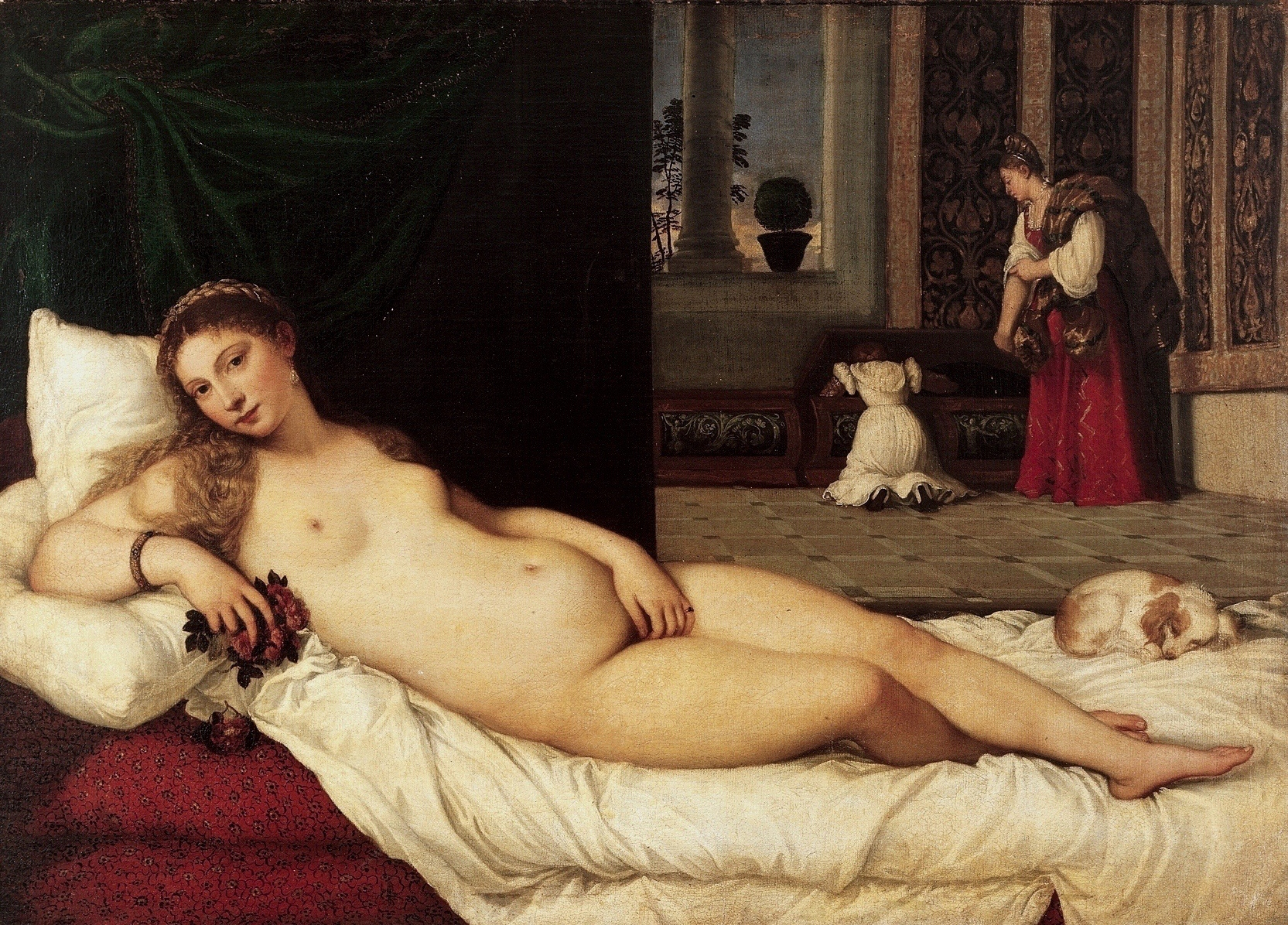
Тициан. Венера Урбинская. 1538. Холст, масло. Уффици, Флоренция (на дальнем плане кассоне)

Термином «кассоне» называют также некоторые декоративные панно, используемые во флорентийской меблировке конца XV — начала XVI века, которые располагались непрерывным фризом вдоль стен больших залов или супружеских опочивален (spalliere). Например, знаменитое «Кассоне Адимари» работы живописца Скеджа представляет собой длинную картину на одной доске (88,5 х 303 см, Галерея Академии, Флоренция, которая, вероятно, имеет косвенное отношение к сундукам-кассоне и к семейству Адимари (создание картины исследователи отнесли к 1443—1450-м годам). Для сундука она слишком велика, чтобы украшать его лицевую сторону — более 3-х метров.
Другая близкая форма — кассапанка (итал. cassapanca — ларь-скамья) — кассоне со спинкой и локотниками.

## История
В ранних образцах росписи итальянских сундуков доминирует ковровый узор из растительных мотивов, геральдических знаков и маленьких фигурок людей. При этом орнаменты кассоне часто повторяли фресковые росписи жилых помещений. В иных случаях на лицевых панелях сундуков художники изображали сюжетные сцены в медальонах, образованных рельефами. Формы медальонов были разнообразными: круг, квадрифолий, восьмилепестковый мотив. Медальоны соединялись друг с другом рельефными растительными побегами, выполненными в технике стукко. Количество медальонов — три, оставалось постоянным. В период раннего итальянского Возрождения сложилась своеобразная жанровая разновидность сюжетной росписи, получившая название cassoni istoriati (исторические). В подобных случаях мастера часто изображали тритонов и нереид или мифологические сцены, заимствованные с рельефов древнеримских саркофагов.
Отдельная разновидность — свадебные сундуки (cassoni nuziali), расписанные соответствующими куртуазными и свадебными мотивами, гербами семей жениха и невесты. Снабжённый ручками, такой сундук переносили в день свадьбы из дома невесты в дом мужа, символизируя одновременно и приданое, с помощью которого невеста увеличивала состояние мужа, и престиж её семьи. Сундуки также дарили девушкам из знатных семей, поступавшим в монастырь. Важность сундука связана с частым наличием росписи, скульптуры, лепнины или инкрустации, что делало его высоко ценимым предметом мебели.
Предполагают, что знаменитая картина Сандро Боттичелли «Венера и Марс» необычно удлинённого формата (1483) из Лондонской Национальной галереи вначале была боковой стенкой свадебного кассоне, что косвенно подтверждается сюжетом, по другим — служила крышкой такого сундука, такие крышки обычно расписывали с внутренней стороны подобными сюжетами (врезы, возможно для петель, на торце доски подтверждают эту версию).
Композиции ранних примеров росписи медальонов на передних панелях кассоне имеет схожие принципы с композициями, украшающими Поднос для роженицы (деско да парто) — деревянных подносов, на которых роженицам, согласно обычаю, подносились подарки, еда и питьё.
Ещё одна разновидность — мадиа (итал. madia — ларь, прилавок) — сундук рамочно-филёночной конструкции, приподнятый на ножках и декорированный фигурной резьбой. В отличие от обычного кассоне он имеет внутри несколько отделений.

## Мастера
Во Флоренции XV века кассоне изготавливали специальные мастерские, в которых работали самые известные мастера, например, живописец Скеджа, брат Мазаччо, и Аполлонио ди Джованни из круга Паоло Уччелло. Среди художников были такие прославленные мастера, как Донателло, Андреа Мантенья (свадебный сундук Паолы Гонзаги), Боттичелли, Мазаччо, Филиппино Липпи, Пьеро ди Козимо, Либерале да Верона, Нери ди Бичи, Бьяджо д'Антонио Туччи, Якопо дель Селлайо, Франческо ди Джорджо Мартини и Беккафуми.
В первой половине XV века во Флоренции работало около пятидесяти мастеров, расписывавших мебель.
С конца 1850-х годов, в период историзма, кассоне изготавливали в специальных мастерских в стиле неоренессанс, а также создавали реплики ренессансных образцов для частных коллекционеров и художественно-промышленных музеев. Первым исследователем и собирателем кассоне был итальянский антиквар Стефано Бардини.

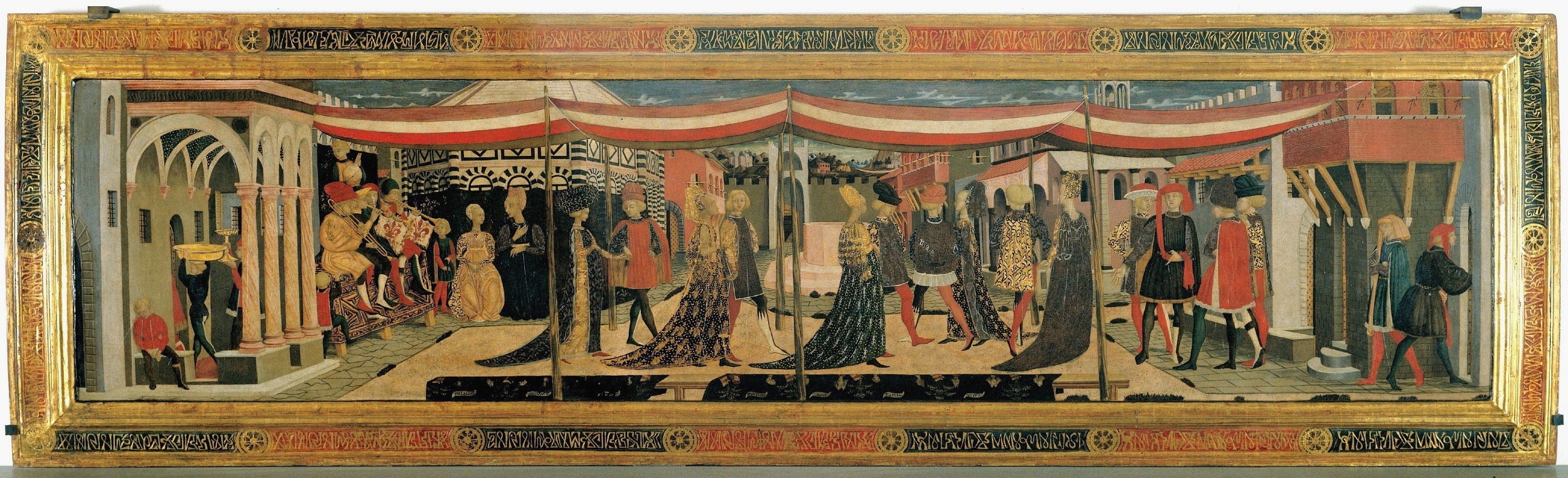
Скеджа. Кассоне Адимари. 1443—1450. Дерево, темпера. Галерея Академии, Флоренция
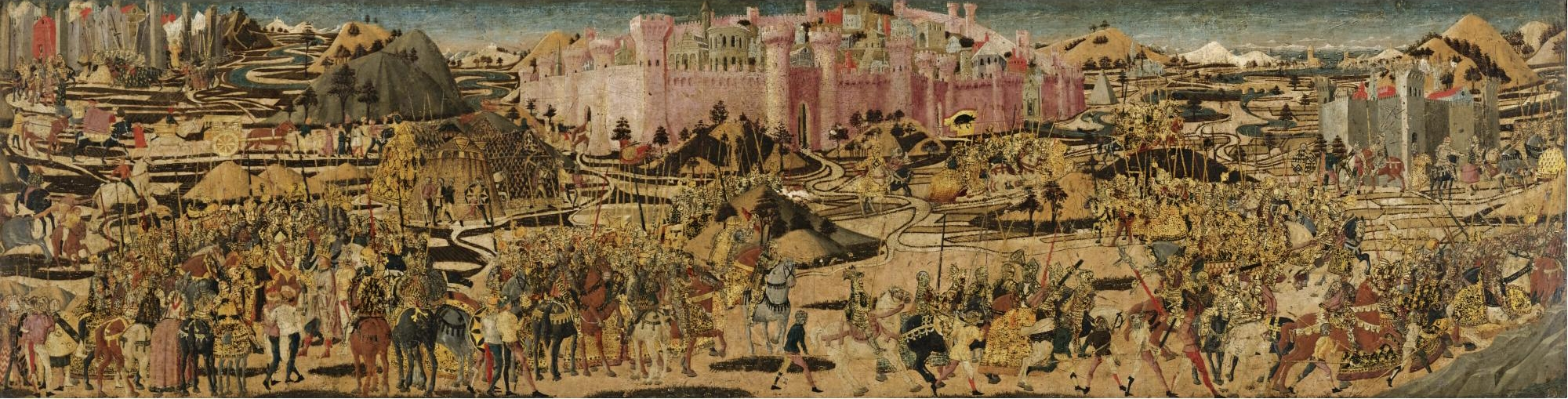
Скеджа. Захват Альба Лонги Туллием Гостилием. Ок. 1430-1435. Частное собрание
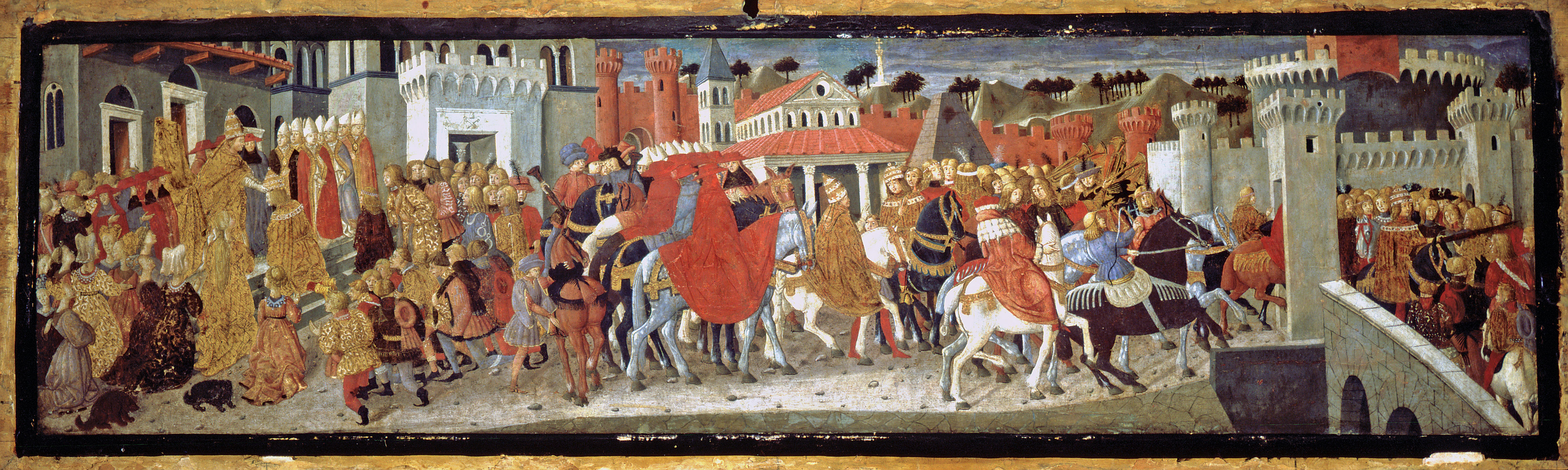
Скеджа. Выезд Фредерика III и Леоноры Португальской в Риме. 1452. Музей искусств, Вустер, Англия
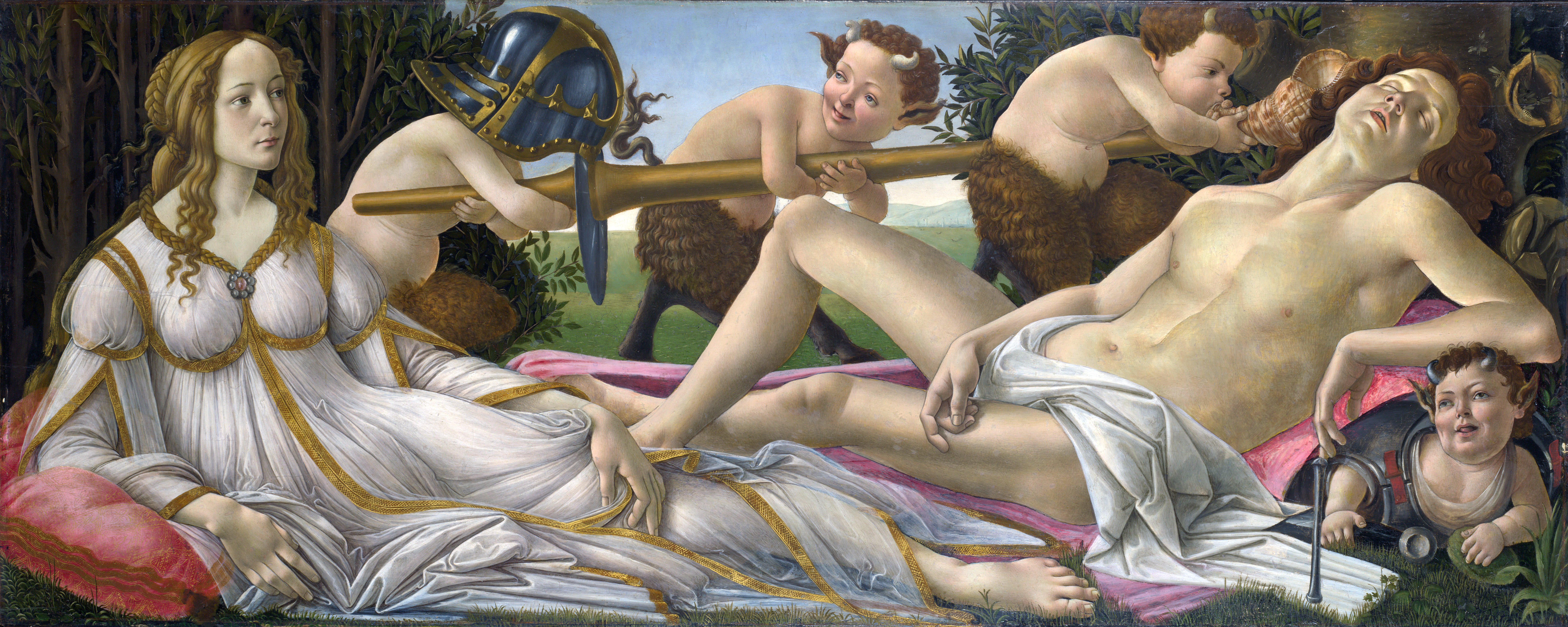
Сандро Боттичелли. Венера и Марс. Ок. 1483. Дерево, темпера, масло. 69 × 173 см. Национальная галерея, Лондон